# Novigrad (żupania istryjska)
Novigrad (wł. Cittanova) Novigrad Istarski – miejscowość w Chorwacji, w żupanii istryjskiej, nad Morzem Adriatyckim.

## Geografia
Położona jest na zachodnim wybrzeżu półwyspu Istria, 25 km od granicy ze Słowenią, niedaleko ujścia rzeki Mirny. Zajmuje powierzchnię 27 km². W skład aglomeracji Novigrad wchodzi Novigrad, a także mniejsze gminy: Antenal, Bužinija, Dajla i Mareda.
Do XVIII wieku Novigrad był położony na wyspie, później władze miasta zadecydowały o zasypaniu przesmyku oddzielającego wyspę od półwyspu, łącząc ją z lądem.

## Historia
Wzmianki o mieście pod nazwą Neapolis, Civitas Novum (Nowe Miasto) pojawiają się od starożytności. Od średniowiecza do 1831 roku Novigrad posiadał rangę biskupstwa, obejmującego terytorium pomiędzy rzekami Dragonja i Mirny. Po okresie władzy Bizancjum, Franków i wpływów niemieckich od 1270 roku miasto znajdowało się pod władzą Republiki Weneckiej. Podczas najazdu tureckiego w 1687 roku Novigrad znacznie ucierpiał. Po okresie przynależności do Prowincji Iliryjskich Napoleona, do monarchii austro-węgierskiej, a następnie do Królestwa Włoch, po II wojnie światowej miasto znalazło się w granicach Jugosławii, pozostając w nich aż do odłączenia się Chorwacji w 1991 roku.

## Gospodarka
Gospodarka Novigradu bazuje na wpływach z turystyki. Miasto, ze swoimi licznymi kąpieliskami, infrastrukturą hotelarską i dużą mariną, przyciąga licznych turystów i wczasowiczów, głównie w sezonie letnim. Inną dochodową gałąź gospodarki stanowi rybołówstwo.

## Demografia
Według danych statystycznych z 2001 roku ludność Novigradu liczyła 4002 mieszkańców (w samym mieście Novigrad: 2629). W 2011 r. – 2622 mieszkańców. Najliczniej reprezentowani są Chorwaci; Włosi w liczbie 511 mieszkańców stanowią 12,77% populacji.

## Kultura
- XI-wieczny kościół św. Maksymiliana i Pelagiusza z kampanilą jest najcenniejszym zabytkiem Novigradu. Mimo barokowej przebudowy widoczne są ślady sztuki romańskiej, m.in. trójnawowa krypta pod prezbiterium. W zakrystii znajdują się zdobione księgi liturgiczne z XV wieku.
- Dobrze zachowały się fragmenty murów obronnych. Budynki wewnątrz murów miejskich uległy przebudowie w stylu gotyku weneckiego.
- We wnętrzu gotyckiego pałacu Rigo, należącego do rodziny Urizio, znajduje się lapidarium z kolekcją nagrobków z Novigradu i okolicy.
- Od 1995 roku w sierpniu w Novigradzie odbywa się festiwal jazzowy Heineken Music Nights.
- 28 sierpnia przypada obchodzone hucznie przez 3–4 dni święto patrona miasta, św. Pelagiusza

## Miasta partnerskie
- Anguillara Veneta